# Marcus Johnson
Michael Allen Johnson, detto Marcus (Greenville, 1º dicembre 1981), è un giocatore di football americano statunitense.

## Nella NFL
Scelto al draft dai Minnesota Vikings, nella stagione 2005 ha giocato 14 partite di cui 8 da titolare.
Nella stagione 2006 ha giocato 10 partite tutte da titolare.
Nella stagione 2007 ha giocato 16 partite ma nessuna da titolare.
Nella stagione 2008 ha giocato 7 partite ma nessuna da titolare.
Il 6 aprile 2009 dopo esser stato sul mercato dei free agent ha firmato con gli Oakland Raiders ma il 31 agosto è stato lasciato libero. Successivamente ha firmato con i Tampa Bay Buccaneers.